# Open Society Foundations
Die Open Society Foundations (OSF), ehemals Open Society Institute (OSI), sind eine linksliberale Gruppe von Stiftungen des amerikanischen Milliardärs George Soros, die nach eigenen Angaben den Gedanken der offenen Gesellschaft durch Unterstützung von Initiativen der Zivilgesellschaft vertreten und politische Aktivitäten finanzieren, insbesondere in Mittel- und Osteuropa. Im Oktober 2017 wurde bekannt, dass Soros rund 18 Milliarden Dollar und damit den größten Teil seines Vermögens an die Open Society Foundations übertragen hat. Damit ist die Stiftung die drittgrößte hinter der Bill & Melinda Gates Foundation, gefolgt vom Wellcome Trust.

## Struktur
Seit 1979 werden Soros-Stiftungen durch Open-Society-Institute koordiniert, die in New York, Baltimore, Berlin (umgezogen aus Budapest), Brüssel, London, Paris, und Washington, D.C. angesiedelt sind.
Soros-Stiftungen sind autonome Institutionen, die in vielen Ländern oder Regionen, insbesondere solchen des früheren Ostblocks, errichtet wurden. Die Programme umfassen unter anderem die Förderung der Pressefreiheit, den Schutz der Menschenrechte sowie die Unterstützung wirtschaftlicher und sozialer Reformen und des Unternehmertums.
Die Zentrale in New York dient als Schaltstelle zwischen Einzelstiftungen und Organisationen in über 50 Staaten, einschließlich der USA, die laut eigener Darstellung Ausbildung und Gesundheitswesen fördern und sich für die Menschenrechte einsetzen. So fördert sie über die National Security and Human Rights Campaign US-Organisationen, die sich gegen die unbegrenzte Inhaftierung von Terrorverdächtigen, die Nichtgewährung ordentlicher Gerichtsverfahren, Folter oder die Aushöhlung der Privatsphäre durch Überwachung engagieren.
Daneben gibt es ein von New York formal unabhängiges OSI in Budapest, das den eurasischen Kontinent betreut. Im Mai 2018 teilte die Stiftung mit, dass aufgrund der „repressiven Politik der Regierung“ das Büro in Budapest geschlossen und nach Berlin verlagert wird.

## Aktivitäten
Open Society Foundations unterstützt das Internationale Netzwerk investigativer Journalisten (ICIJ).

### Ukraine
Teil des OSF-Netzwerks ist die International Renaissance Foundation, welche sich nach eigener Aussage für eine demokratische und pluralistische Gesellschaft in der Ukraine einsetzt.

### Verlegung des Sitzes nach Berlin
2018 verlegte die OSF ihren Sitz von Budapest nach Berlin, nach eigener Aussage, „um auf das zunehmend repressive politische und rechtliche Umfeld in Ungarn zu reagieren. Die Offene Gesellschaft unterstützt weiterhin zivilgesellschaftliche Gruppen in Ungarn und arbeitet an Themen wie Kunst und Kultur, Medienfreiheit, Transparenz sowie Bildung und Gesundheitsfürsorge für alle Ungarn.“

### DC Leaks
Im Sommer 2016 wurde bekannt, dass sich Hacker Zugang zum internen Netzwerk der OSF verschafft hatten; es wird angenommen, dass sie etwa ein Jahr lang Informationen stehlen konnten. Etwa 2.500 Dokumente aus dem OSF-Netzwerk wurden später im Internet veröffentlicht.

### Migration
Teil der Open Society Foundations ist die International Migration Initiative. In den Jahren 2014–2017 gab sie als Ziel das Setzen von politischen Normen auf regionaler und internationaler Ebene an, um die Rechte von Migranten stärker zu schützen. Dazu sollten Interventionen der Zivilgesellschaft in die internationale Debatte zur Gesetzgebung gestärkt werden, Kapazitäten von Gesetzgebern zum besseren Umgang mit den Herausforderungen der Migration aufgebaut werden. Die Gruppe benutzte 2016 ihre Mittel zur Unterstützung des Migration Policy Institute, der Columbia Global Policy Initiative und der School of Public Policy, Teil der Central European University. Unterstützt wurden weiter die Internationale Katholische Migrationskommission, die Global Coalition on Migration, das Migrant Forum in Asia, die Alianza Americas und die Platform for Cooperation on Undocumented Migrants (PICUM).
Weiter wurde 2019 das Border Violence Monitoring Network mit drei bezahlten Stellen und der Erstattung von Reisekosten für die Aktivisten unterstützt. Das Global Detention Project wies die Open Society Foundations 2020 ebenfalls als Unterstützer aus.

## Kritik
Linke Kritiker von Soros und seiner Open Society Foundations kritisieren, dass diese Institutionen vorwiegend dazu dienten, die existierende gesellschaftliche und wirtschaftliche Ordnung zu stärken. Nicolas Guilhot sieht in den Soros-Stiftungen eine Fortführung der Geschichte kapitalistischer philanthropischer Stiftungen wie der Ford Foundation und der Rockefeller Foundation. Guilhot zufolge hat die durch solche Stiftungen ausgeübte Kontrolle über die Sozialwissenschaften diese entpolitisiert und eine kapitalistische Sicht von Modernisierung bestärkt. Trotz seiner Kritik an schlecht funktionierenden freien Märkten sei Soros eigentlich ein Neoliberaler, der daran glaubt, dass konkurrierende Märkte die beste Möglichkeit sind, eine Gesellschaft zu ordnen. Dieser Argumentation folgend sei der scheinbare Radikalismus von Soros’ Open Society nur ein Mittel zur Verschleierung der kapitalistischen Ordnung, deren grundlegende Regeln niemals wirklich infrage gestellt oder „geöffnet“ würden.
Von Seite der politischen Rechten wird Soros vorgeworfen, selektiv kommunistische und kulturliberale Elemente zu fördern. Der ehemalige polnische Ministerpräsident Jarosław Kaczyński definiert Aktivitäten, die von der Open Society Foundations gefördert werden im Hinblick auf ihre Zielsetzung zur Bildung einer möglichst homogenen Gesellschaft ohne kulturelle Identität.  Die Open Society Foundations und von ihr finanzierte politische oder gesellschaftliche Gruppen unterliegen in mehreren Ländern einem vollständigen oder anteiligen Betätigungsverbot, so in Russland, in Indien, in Uganda und in Pakistan.  Nach Auseinandersetzungen mit den Regierungen von Ungarn und der Türkei musste die Stiftung in diesen Ländern ihre Arbeit im Umfang stark reduzieren.  Fortlaufende Kritik an der OSF findet sich zudem in der Pro-Israelischen Presse und in den Veröffentlichungen konkurrierender israelischer NGOs.
Die Organisation ist zentrales Subjekt einer Reihe antisemitischer Verschwörungsmythen.